# Gaidropsarus pakhorukovi
A Gaidropsarus pakhorukovi a csontos halak (Osteichthyes) főosztályának a sugarasúszójú halak (Actinopterygii) osztályába, ezen belül a tőkehalalakúak (Gadiformes) rendjébe és a Lotidae családjába tartozó faj.

## Előfordulása
A Gaidropsarus pakhorukovi elterjedési területe az Atlanti-óceán keleti részén van, a Rio Grande torkolatvidékén.

## Megjelenése
A nőstény legfeljebb 28,8 centiméter hosszú. 47 csigolyája van. Teste nagyjából egyszínű barnásszürke, háti része valamivel sötétebb. Úszói szürkék. Nagy fején, kicsi szemek ülnek. A második hátúszó és a farok alatti úszók rövidek, mellúszói hosszúak. Fogainak többsége kicsi, azonban van néhány hegyes, szemfogszerű foga is. Szája eléggé kicsi.

## Életmódja
A Gaidropsarus pakhorukovi tengeri, fenéklakó hal, amely 670-690 méteres mélységekbe is lemerül.